# Pseudocalotes
Pseudocalotes is een geslacht van hagedissen uit de familie agamen (Agamidae).

## Naam en indeling
De wetenschappelijke naam van de groep werd voor het eerst voorgesteld door Leopold Fitzinger in 1843. Er zijn 23 soorten, inclusief de pas in 2017 beschreven soort Pseudocalotes baliomus. Het soortenaantal verandert regelmatig, in 2016 werden drie nieuwe soorten beschreven, evenals 3 in 2014.

## Verspreiding en habitat
De soorten komen voor in grote delen van Azië en leven in de landen Cambodja, China, India, Indonesië, Laos, Maleisië, Myanmar, Thailand, en Vietnam.
De habitat bestaat uit vochtige tropische en subtropische bossen, zowel in laaglanden als bergbossen. Er is enige tolerantie voor gebieden die door de mens zijn aangepast, zoals plantages.

## Beschermingsstatus
Door de internationale natuurbeschermingsorganisatie IUCN is aan dertien soorten een beschermingsstatus toegewezen. Drie soorten staan bekend als 'veilig' (Least Concern of LC), een als 'bedreigd' (Endangered of EN), drie soorten worden als 'kwetsbaar' gezien (Vulnerable of VU) en vier soorten als 'onzeker' (Data Deficient of DD). De soorten Pseudocalotes flavigula en Pseudocalotes rhaegal ten slotte staan te boek als 'ernstig bedreigd' (Critically Endangered of CR).

## Soorten
Het geslacht omvat de volgende soorten, met de auteur en het verspreidingsgebied.
| Naam                                        | Auteur                                                                        | Verspreidingsgebied                     |
| ------------------------------------------- | ----------------------------------------------------------------------------- | --------------------------------------- |
| Pseudocalotes andamanensis                  | Boulenger, 1891                                                               | India                                   |
| Pseudocalotes austeniana                    | Annandale, 1908                                                               | Bhutan, India                           |
| Pseudocalotes baliomus                      | Harvey, Shaney, Hamidy, Kurniawan & Smith, 2017                               | Indonesië                               |
| Pseudocalotes bapoensis                     | Yang, Su & Li, 1979                                                           | China                                   |
| Pseudocalotes brevipes                      | Werner, 1904                                                                  | China, Vietnam                          |
| Pseudocalotes cybelidermus                  | Harvey, Hamidy, Kurniawan, Shaney & Smith, 2014                               | Indonesië                               |
| Pseudocalotes dringi                        | Hallermann & Böhme, 2000                                                      | Maleisië                                |
| Pseudocalotes drogon                        | Grismer, Quah, Wood, Anuar, Muin, Davis, Murdoch, Grismer, Cota & Cobos, 2016 | Maleisië                                |
| Pseudocalotes flavigula                     | Smith, 1924                                                                   | Maleisië                                |
| Flowers prachtagame (Pseudocalotes floweri) | Boulenger, 1912                                                               | Cambodja, Thailand, Vietnam             |
| Pseudocalotes guttalineatus                 | Harvey, Hamidy, Kurniawan, Shaney & Smith, 2014                               | Indonesië                               |
| Pseudocalotes kakhienensis                  | Anderson, 1879                                                                | China, Myanmar, India, Thailand         |
| Pseudocalotes khaonanensis                  | Chan-Ard, Cota, Makchai & Laoteow, 2008                                       | Thailand                                |
| Pseudocalotes kingdonwardi                  | Smith, 1935                                                                   | China                                   |
| Pseudocalotes larutensis                    | Hallermann & Mcguire, 2001                                                    | Maleisië                                |
| Pseudocalotes microlepis                    | Boulenger, 1888                                                               | China, Laos, Myanmar, Thailand, Vietnam |
| Pseudocalotes poilani                       | Bourret, 1939                                                                 | Indochina, Laos                         |
| Pseudocalotes rhaegal                       | Grismer, Quah, Wood, Anuar, Muin, Davis, Murdoch, Grismer, Cota & Cobos, 2016 | Maleisië                                |
| Pseudocalotes rhammanotus                   | Harvey, Hamidy, Kurniawan, Shaney & Smith, 2014                               | Indonesië                               |
| Pseudocalotes saravacensis                  | Inger & Stuebing, 1994                                                        | Maleisië                                |
| Pseudocalotes tympanistriga                 | Gray, 1831                                                                    | Indonesië                               |
| Pseudocalotes viserion                      | Grismer, Quah, Wood, Anuar, Muin, Davis, Murdoch, Grismer, Cota & Cobos, 2016 | Maleisië                                |
| Pseudocalotes ziegleri                      | Hallermann, Truong, Orlov & Ananjeva, 2010                                    | Vietnam                                 |